# 953 Painleva
953 Painleva eller 1921 JT är en asteroid i huvudbältet, som upptäcktes 29 april 1921 av den rysk franske astronomen Beniamin Zjechovskij i Alger. Den har fått sitt namn efter den franske matematikern och politikern Paul Painlevé.
Asteroiden har en diameter på ungefär 24 kilometer.